# Gyaru-moji
El Gyaru-moji (ギャル文字 "alfabeto gal"?) es un ofuscado estilo de escritura japonesa popular entre las jóvenes japonesas. Al igual que el fenómeno del lenguaje SMS en países occidentales, este es utilizado principalmente para enviar mensajes de texto, con la diferencia de que en vez de ser utilizado para acortar las palabras, un mensaje escrito en gyaru-moji usualmente requiere mayor cantidad de caracteres y esfuerzo que un mensaje escrito de forma tradicional. Fue inventado por chicas japonesas de modo que pudieran escribir mensajes a sus amigos mientras viajaban en trenes congestionados sin que la gente alrededor fuera capaz de leer y entender los mensajes que escribían. Aunque escribir en gyaru-moji requiere un esfuerzo adicional, y debido a la percepción de confidencialidad, enviar un mensaje en gyaru-moji a alguien es visto como una señal de amistad cercana.
Como en el leet, en el gyaru-moji se remplazan los caracteres por otros caracteres o combinaciones de caracteres similares visualmente. Los hiragana que consisten en elementos conectados son remplazados por símbolos o letras del alfabeto griego, por ejemplo, す (su) puede ser remplazado por el símbolo de sección §. Los hiragana que consisten en elementos separados son remplazados por secuencias kana, letras occidentales o símbolos. Por ejemplo, ほ (ho) puede sustituirse por |ま (barra vertical y el hiragana ma) o (ま (paréntesis abierto y ma), け (ke) puede ser reemplazado por レナ (katakana re na), Iナ (i mayúscula, na) o († (paréntesis abierto y daga) y た (ta) puede ser escrito como ナ= (katakana na, signo de igualdad) o †こ (daga, hiragana ko). El katakana es frecuentemente remplazado por un kanji similar, como 世 por セ (se) o 干 por チ (chi), en una revocación del proceso que convierte man'yōgana en kana. El kana y rōmaji puede ser combinado libremente, incluso en una misma palabra, y los caracteres del alfabeto latino en rōmaji pueden ser remplazada por letras del alfabeto cirílico que son visualmente similares, como reemplazar N con И.

## Tabla de conversión
El hiragana original japonés seguido por el rōmaji, y varias versiones del carácter japonés en gyaru moji. 
- あ a：　ぁ・ァ・了
- い i：　ぃ・ィ・ﾚヽ・ﾚ丶・レ）・ﾚ`・L丶・Lヽ
- う u：　ぅ・ゥ・宀・ヴ
- え e：　ぇ・ェ・之・工・ヱ
- お o：　ぉ・ォ・才・汚

- か ka：　ｶゝ・ｶ丶・ｶヽ・ｶ`・ｶゞ【が】
- き ki：　(ｷ・(≠・L≠・‡
- く ku：　＜・〈・勹
- け ke：　ヶ・(ﾅ・ﾚ†・ﾚﾅ・|ナ・l+・Iﾅ
- こ ko：　〓・=・]・⊃

- さ sa：　廾・±・(十・L+
- し shi：　ι・∪
- す su：　￡
- せ se：　世
- そ so：　ξ・ζ・`ﾉ・丶/・ヽ丿

- た ta：　ﾅ=・+=・†ﾆ・ﾅﾆ
- ち chi：　干・千・于
- つ tsu：　っ・ッ・⊃
- て te：　τ・〒
- と to：　┠・┝・┣・├

- な na：　ﾅょ・十ょ・†ょ・ﾅg
- に ni：　(ﾆ・|=・丨ﾆ・L=・I=・
- ぬ nu：　йu
- ね ne：　йё
- の no：　/・丿・σ

- は ha：　ﾊ〃【バ】・ﾊo【パ】・'`・八・l￡・(￡・ﾉ|・ﾉl・ﾚ￡
- ひ hi：　ﾋ〃【ビ】・ﾋo【ピ】・匕
- ふ fu：　ﾌ〃【ブ】・ﾌo【プ】・ヴ
- へ he：　ﾍ〃【べ】・ﾍo【ペ】・～
- ほ ho：　ﾎ〃【ボ】・ﾎo【ポ】・朮

- ま ma：　ма・мα
- み mi：　彡
- む mu：　￡′・厶
- め me：　×・x・χ・乂
- も mo：　м○・мσ

- や ya：　ゃ・ャ
- ゆ yu：　ゅ・ュ
- よ yo：　ょ・ョ・∋・чｏ

- ら ra：　яа
- り ri：　L|・l)・ﾚ｣・ﾚ)・┗』・└丿
- る ru：　ゐ・ゑ・儿・lﾚ・｣レ
- れ re：　яё
- ろ ro：　з・З・□・回

- わ wa：　ゎ・ヮ・wα
- を wo：　щo
- ん n：　ω・冫・ｗ・h

- ー (vocal larga mark)：　→・⇒

## Ejemplos
| Escritura usual japonesa | Gyaru moji  | significado   |
| ------------------------ | ----------- | ------------- |
| おはよう                 | 才（よчｏぅ | "Buenos días" |

- Datos: Q1063670